# Panurgus posticus
Panurgus posticus är en biart som beskrevs av Warncke 1972. Panurgus posticus ingår i släktet fibblebin, och familjen grävbin. Inga underarter finns listade i Catalogue of Life.